# Рис-Могг, Джейкоб
Джейкоб Уильям Рис-Могг (англ. Jacob William Rees-Mogg; род. 24 мая 1969, Хаммерсмит, Большой Лондон) — британский политик, член Консервативной партии. Министр предпринимательства, энергетики и промышленной стратегии (2022).

## Биография
Окончил Итонский колледж, затем изучал историю в оксфордском колледже Троицы.
Начинал деловую карьеру в инвестиционных банках Лондона, затем переехал в Гонконг. Вернувшись в Великобританию, основал в 2007 году на паях с партнёрами компанию Somerset Capital Management.
В 2010 году победил на парламентских выборах в избирательном округе Северо-Западный Сомерсет, сумев с результатом 41,3 % опередить лейбориста Дэна Норриса, которого поддержали 31,7 % избирателей.
В 2015 году переизбран в том же округе, улучшив прошлое достижение — за него проголосовали 49,8 % жителей округа, а за принципиального соперника, лейбориста Тодда Формана (Todd Foreman) — 24,8 %.
Выборы 8 июня 2017 года принесли новую победу с максимальным на тот момент в карьере Рис-Могга показателем популярности — 53,6 %. Основным конкурентом вновь оказался лейборист — Робин Мосс (Robin Moss), заручившийся поддержкой 34,7 % избирателей.
В сентябре 2017 года, выступая в передаче телекомпании ITV «С добрым утром, Британия», назвал себя католиком, который серьёзно относится к ценностям католической церкви и категорически не приемлет однополые браки, поскольку «брак есть таинство, и решение о том, что есть таинство, принадлежит церкви, а не парламенту». В той же передаче Рис-Могг осудил аборты, в том числе после изнасилования или инцеста, так как «жизнь священна и начинается в момент зачатия».
Рис-Могг возглавляет консервативный аналитический центр European Research Group, зарекомендовал себя активным сторонником выхода Великобритании из Евросоюза и называл 31 октября 2019 года крайним сроком при любом развитии событий. В июле 2019 года канцлер казначейства Филип Хэммонд за несколько дней до своей отставки назвал «ужасающим» заявление Рис-Могга, что выход из Евросоюза без соглашения о его условиях принесёт Великобритании экономический эффект в объёме около 80 млрд фунтов стерлингов (ранее казначейство, напротив, спрогнозировало ущерб около 90 млрд).
24 июля 2019 года при формировании правительства Бориса Джонсона назначен лидером Палаты общин с правом участия в заседаниях Кабинета, а также лордом-председателем Совета.
8 февраля 2022 года в ходе серии кадровых перемещений во втором кабинете Джонсона назначен младшим министром по использованию возможностей Брекзита и эффективности правительства.
6 сентября 2022 года при формировании правительства Лиз Трасс получил портфель министра предпринимательства, энергетики и промышленной стратегии.
25 октября 2022 года по завершении правительственного кризиса был сформирован кабинет Риши Сунака, в котором Рис-Могг не получил никакого назначения.

## Политические взгляды
Политические взгляды Риса-Могга были описаны как реакционные, традиционалистские, националистические, социально консервативные и право-популистские, хотя он отклонил это описание, заявив что выступает за «народную политику, а не за популистскую».
Рис-Могг является убежденным монархистом и членом «Корнерстоунской» группы (ультраправой фракции Консервативной партии). Рис-Могг является ярым сторонником выхода Великобритании из Европейского союза, Рис-Могг не раз обвинял Джорджа Сороса в противодействии Брекситу и подвергался за это обвинениям в антисемитизме.
Рис-Могг всегда относился негативно к массовой иммиграции и является сторонником сокращения количества прибывающих в страну беженцев, особенно из исламских стран. Рис-Могг положительно относится к ультраправым движениям, таким как Альтернатива для Германии (с членами которой проводил встречи) и UKIP, положительно высказывался о ультраправом политике Найджеле Фараже, который был главным инициатором выхода Великобритании из Европейского союза.
Рис-Могг занял про-правительственную позицию по отношению к гражданской войне в Сирии, осуждая предложение вооружить сирийских повстанцев. В октябре 2015 года он утверждал, что «последствиями усилий по подрыву Асада стали рост терроризма и массового передвижения людей», он проголосовал за британское военное вторжение против Исламского государства в Ираке и Сирии в 2014 и 2015 годах.
Рис-Могг будучи консерватором, желает увеличить рождаемость в Великобритании и негативно относится к однополым бракам и абортам

## Семья

Герб Джейкоба Рис-Могга (отцовский герб с добавлением полумесяца).

Джейкоб Рис-Могг — четвёртый из пятерых детей бывшего редактора газеты «The Times» Уильяма Рис-Могга, получившего пожизненное пэрство в 1988 году, и дочери местного политика-консерватора Джиллиан Шекспир Моррис. Младшая сестра Джейкоба Аннунциата также занимается политикой — с раннего возраста состояла в Консервативной партии, а по итогам европейских выборов 2019 года избрана в Европейский парламент в Восточном Мидленде от партии Брексита.
В 2007 году Джейкоб Рис-Могг женился на Хелене де Чиар — она родилась в 1977 году, дочь известного поэта Сомерсета де Чиара и леди Джулиет Тадгелл, чьё состояние оценивается в 47 млн фунтов стерлингов. Хелен окончила Бристольский университет и пишет в деловом журнале на темы нефтяного бизнеса. У супругов есть шестеро детей, младшего из которых зовут Сикстус Доминик Бонифаций Кристофер (Sixtus Dominic Boniface Christopher). В 2007 году родился Питер Теодор Альфедж (Peter Theodore Alphege), в 2008 году — единственная дочь Мэри Энн Шарлотта Эмма (Mary Anne Charlotte Emma), в 2010 — Томас Уэнтуорт Сомерсет Дунстан (Thomas Wentworth Somerset Dunstan), в 2012 — Ансельм Чарльз Фицуильям (Anselm Charles Fitzwilliam). Пятый ребёнок, Альфред Вулфрик Лисон Паюс (Alfred Wulfric Leyson Pius), снялся вместе с отцом в рекламном ролике, пытаясь произнести слово «Брекcит».